# 南方王国

南方王國控制的領土（深綠色）

南方王国（意大利语：Regno del Sud）是指第二次世界大战后期由同盟国和義大利王國政府共同管辖的南意大利领土，与之相对的是被德国占领以及由意大利社会共和国控制的北意大利和中意大利。
南方王国从来都不是正式国名。所有历史文件和法案都继续称其为意大利王国，国际社会（除了轴心国阵营）承认该国为整个意大利的合法政府。 